# Nazarets Demokratiske Liste
Nazarets Demokratiske Liste (arabisk: القائمة الديموقراطية للناصرة, hebraisk: רשימה דמוקרטית של נצרת, Reshima Demokratit shel Natzrat) var et arabisk-israelsk politisk parti, etableret i 1949 og opløst i 1959.
Partiet har maksimalt haft to repræsentanter i Knesset.

## Eksterne henvisning og kilde
- Knesset – Parliamentary Groups – Nazareth Democratic Party

| Politik | Spire Denne artikel om politik og ideologi er en spire som bør udbygges. Du er velkommen til at hjælpe Wikipedia ved at udvide den. |